# 格奧爾格·馮·屈希勒
格奥爾格·弗雷德里希·威廉·馮·屈希勒伯爵（德語：Georg Karl Friedrich Wilhelm von Küchler，1881年5月30日－1968年5月25日）是德國在第二次世界大戰中的元帅。
屈希勒出生在哈瑙附近之菲利浦斯堡，1940年他率領德國第18軍團入侵荷蘭，打敗荷蘭軍隊及繼續進入比利時，屈希勒的部隊擊敗比利時軍，攻佔安特衛普及進入法國，第18軍團在戰役此階段到達加來海峽省及包圍敦克爾克，這令他被晉升為上將。
屈希勒在陆军元帅威廉·馮·里布辭職後出任德國北方集團軍司令，馮·屈希勒與其前任不同，里布是對政治狀況不滿，而屈希勒則為阿道夫·希特勒所喜歡，希望屈希勒在其失敗的地方成功。
屈希勒從1941年12月起指揮北方集團軍，但未能在列寧格勒取得任何勝利，他繼續圍困列寧格勒，對城市進行大規模炮轟以迫使蘇聯紅軍投降，1942年6月30日，希特勒將屈希勒晉升為陸軍元帥，1944年1月，蘇聯紅軍突破了德軍對列寧格勒的封鎖，屈希勒因要求撤退以挽救北方集團軍而被撤職。
第二次世界大戰結束後，屈希勒被美軍佔領當局逮捕起訴，接受紐倫堡審判高級將帥庭戰犯罪名，於1948年法庭宣判20年徒刑，他服刑至1953年因年老及疾病被提早釋放出獄，他於1968年在加爾米施-帕滕基興逝世。